# Brevitrichia minuta
Brevitrichia minuta är en tvåvingeart som beskrevs av Kelsey 1969. Brevitrichia minuta ingår i släktet Brevitrichia och familjen fönsterflugor. Inga underarter finns listade i Catalogue of Life.